# Anouar Abdelmalki
Anwar Abdelmalki, né le 27 juillet 1984 à Meknès, est un footballeur marocain évoluant au poste de milieu de terrain au Chabab Rif Al Hoceima.

## Biographie
Avec le club du FUS de Rabat, il participe à la Coupe de la confédération, la Supercoupe de la CAF et à la Coupe du Maroc de football.